# Петрас Ґянюшас

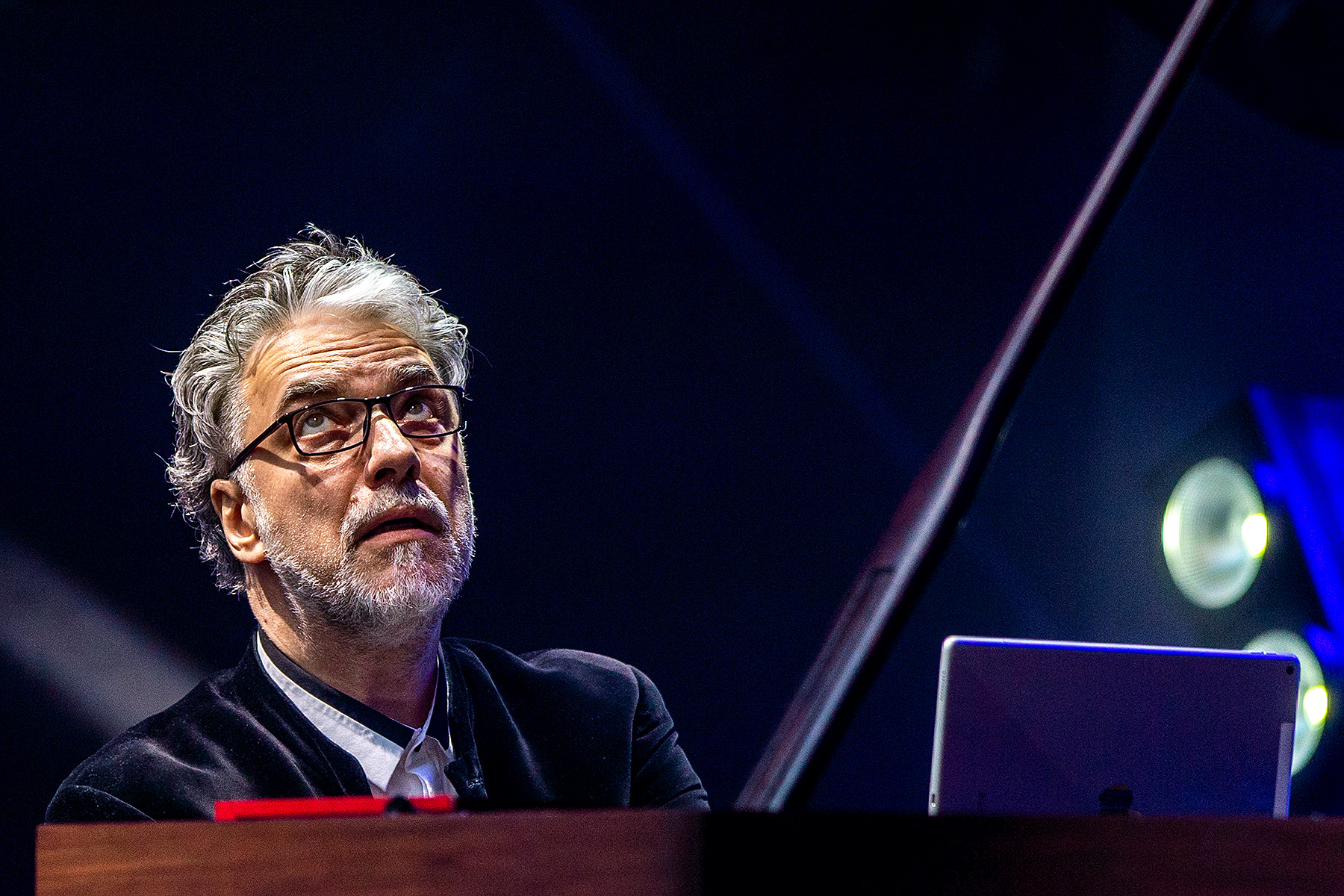

Петрас Ґянюшас (лит. Petras Geniušas; нар. 6 лютого 1961 , Вільнюс) — литовський піаніст. Син Рімаса Ґянюшаса, брат Юліуса Ґянюшаса.

## Біографія
Навчався у Вільнюській консерваторії у Юрґіса Карнавічуса, потім у 1985 закінчив Московську консерваторію за класом Віри Горностаєвої. Одружився з її донькою, піаністкою Ксенією Кнорре; їхній син Лукас Генюшас (нар. 1 липня 1990) також став піаністом, лауреатом II премії XVI Конкурсу піаністів імені Шопена (2010).
З 1990 викладає у Вільнюській консерваторії, з 1999 — професор. У 1996–1998 викладав у лондонській Королівській академії музики.
Лауреат Литовської національної премії у галузі культури та мистецтва (1992).